# Västergötland
Västergötlandⓘ ist eine historische Provinz (schwedisch landskap) in Schweden. Sie grenzt im Süden an die historische Provinz Halland, im Westen an das Kattegat und die historischen Provinzen Dalsland und Bohuslän, im Norden an Värmland und Närke und im Osten an Östergötland und Småland.

## Geographie
Västergötland bietet eine abwechslungsreiche Landschaft. Der Süden und Osten ist eine Hügellandschaft, die dem Südschwedischen Hochland und dessen Ausläufern angehört. Der Norden und Westen gehört zur Mittelschwedischen Senke und bildet hier die von Tafelbergen umgebene Västgöta-Ebene. Die Berge, welche die Ebene um durchschnittlich 100 Meter überragen, werden im Schwedischen als Västgötabergen bezeichnet. Im Nordwesten und Nordosten bilden die beiden größten schwedischen Seen Vänern und Vättern die Grenzen der Provinz. Der größte Fluss ist der Göta älv, der den Vänern in das Kattegat entwässert.
Västergötland hat ein feuchtes, aber nicht sehr kaltes Klima mit einer jährlichen Niederschlagsmenge von bis zu 900 mm an der Küste und 600 mm in der Ebene und einer Durchschnittstemperatur von −1 °C im Januar und 15 °C im Juli (24-Stunden-Durchschnitt).
Västergötlands größte Stadt ist Göteborg, weitere wichtige Städte sind Borås, Lidköping, Mariestad, Skara, Skövde, Trollhättan und Vänersborg.

## Wirtschaft
Västergötland gehört zu den wichtigsten Agrargebieten Schwedens. Die Landwirtschaft spielt – stark rationalisiert – noch immer eine wichtige Rolle im Wirtschaftsleben der Provinz. Die industrielle Entwicklung war vielfältig, zu Industriezentren haben sich vor allem die Hafenstadt Göteborg, Trollhättan (u. a. Saab), Skövde (u. a. Volvo-Penta-Werk) und Borås (Textilindustrie) entwickelt.

## Geschichte

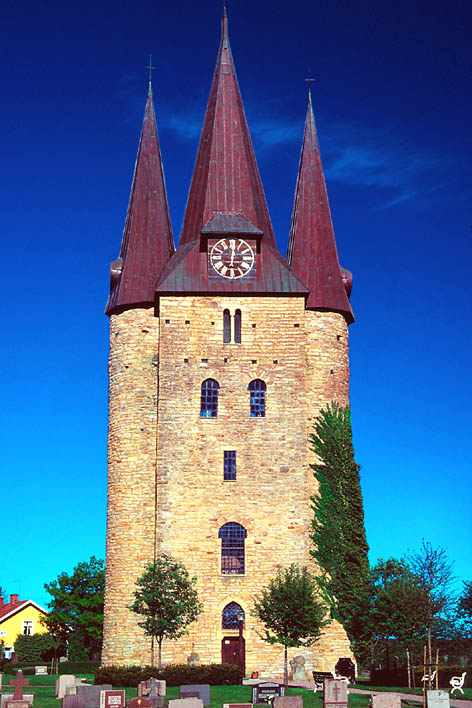
Kirche von Husaby

Eine erste Besiedelung kann schon um das 8. Jahrtausend v. Chr. datiert werden. Ausgehend von der Küste wurde das Land entlang der Flüsse und Seen besiedelt. Um 3000 v. Chr. bestand schon eine gut entwickelte soziale Organisation, wie eine Reihe von Ganggräbern, vor allem rund um die Stadt Falköping, zeigt. Aus der Bronzezeit kommen Felszeichnungen und Opferfunde, wie etwa fein geschmiedete Bronzeschilde, die im Provinzmuseum in Skara ausgestellt sind. Andere Grabstättenformen wie Hügelgräber und Schiffssetzungen geben Belege für die Kultur der folgenden Zeiträume. Schatzfunde und Runensteine ergänzen das Bild für die Zeit der Völkerwanderung und die Wikingerzeit.
Västergötland war wahrscheinlich der Landesteil Schwedens, der am frühesten christianisiert wurde. Olof Skötkonung ließ sich als erster schwedische König in Husaby, nahe der Stadt Skara um das Jahr 1000 taufen, und das erste schwedische Bistum – mit dem Dom zu Skara als Zentrum – wurde im 11. Jahrhundert gegründet. Västergötland war im Mittelalter sowohl politisch wie auch kulturell relativ selbständig. Es hatte ein eigenes Gesetz (Västgötalagen), ein eigenes Thing und eigene Richter. Zu dieser Zeit grenzte Västergötland im Süden und Westen an Dänemark, mit dem es rege Handelsverbindungen hatte. Es hatte nur zwei Städte von Bedeutung, Lödöse an der Mündung des Göta älvs und Skara. Dennoch spielte Västergötland auch in der Reichspolitik eine wichtige Rolle. Drei der mittelalterlichen Königsgeschlechter kamen aus Västergötland.
Unter Gustav Wasa wurde Västergötland zu einer einheitlichen Provinz, aber bei der Verwaltungsreform von 1634 wurde Västergötland geteilt. Da Västergötland an Dänemark und Norwegen grenzte, wurden vor allem die Grenzgebiete in die kriegerischen Auseinandersetzungen hineingezogen. Besonders stark betroffen waren die Grenzgebiete zu Halland vom Nordischen Krieg 1563–70, in dem weite Teile völlig verwüstet wurden.
Um 1600 wurden in Västergötland einige wichtige Städte gegründet: Mariestad 1583, Göteborg 1619–1621 und Borås 1621. Weitere Städtegründungen, beispielsweise Trollhättan 1910, erfolgten am Beginn des 20. Jahrhunderts.

## Wappen
Das Wappen zeigt im schräglinks geteilten Feld in Schwarz und Gold einen rotbewehrten und rotgezungten Löwen mit verwechselten Farben, oberhalb der Teilungslinie begleitet von je einem silbernen Stern.

## Sehenswürdigkeiten

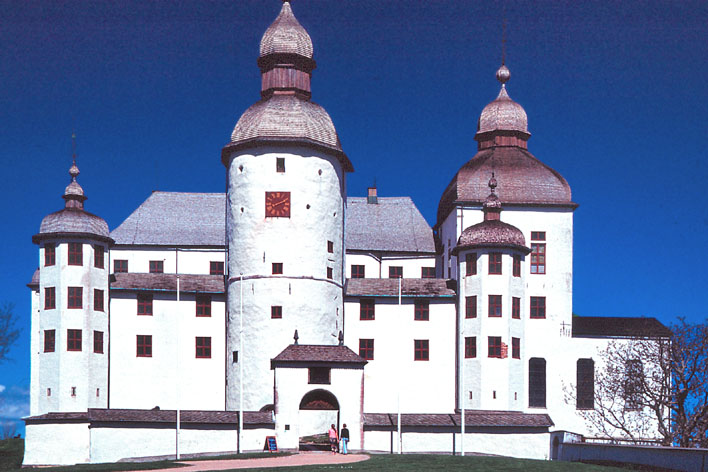
Schloss Läckö

Abgesehen von Göteborg, das als Großstadt und historisch wichtige Hafen- und Handelsstadt eine ganze Reihe von Sehenswürdigkeiten bietet, können dem historisch Interessierten die Stadt Skara und das Gebiet um Skara (mittelalterliche Sehenswürdigkeiten) sowie das Gebiet rund um die Stadt Falköping (Grabstätten aus unterschiedlichen Zeiträumen) empfohlen werden. Auch das Barockschloss Läckö ist einen Besuch wert. in der Gemeinde Borås befindet sich das industriegeschichtlich interessante Textilmuseum, sowie das Borås Museum das die sterblichen Überreste der Moorleiche der Dannike-Frau aus dem 17. Jahrhundert zeigt. Trollhättan ist ebenfalls aus industriegeschichtlicher Sicht interessant. Besonders reizvoll ist auch der Göta-Kanal zwischen Vättern und Vänern.
Dem Naturbegeisterten bietet sich eine unberührte Landschaft im Nationalpark Tiveden. Am See Hornborgasjön nistet nicht nur eine Vielzahl von Vogelarten, im April erholen sich auch Tausende von Kraniche von der Überquerung der Ostsee. Die Tafelberge Billingen und Kinnekulle bieten ausgedehnte Wanderwege und Halleberg und Hunneberg sind nicht nur königliches Jagdgebiet, sondern besitzen auch die dichteste Elchpopulation (Elchsafaris). Hier gibt es auch das Königliche Jagdmuseum Elch Berg.

## Landschaftssymbole
- Vogel: Kranich
- Fisch: Quappe
- Blume: Besenheide